# 文理台公園
文理台公園（ぶんりだいこうえん）は、東京都西東京市東町にある面積1.667ヘクタールの都市公園である
。

## 概要
東京文理科大学（もと東京高等師範学校、東京教育大学、現・筑波大学）の運動場であったことから文理大の大と台をもじって文理台公園と名付られた。文理大理科（現・筑波大学生物資源学類・生物資源科学関連専攻）の農場があったが、一部は現在も筑波大学附属小学校の保谷田園教場として残っている。
旧東京府北多摩郡保谷町や下保谷字北新田一帯は有力地主で1915年（大正4年）の武蔵野鉄道（現西武池袋線）創設に関わった高橋家のものであったが、関東大震災（1923年）以前から武蔵野鉄道と共同で自分の地所を借地や借家として開発、沿線の開発と発展のため高橋家が東町に安い借地料で学識者や文化人を誘致していた。
震災後には資生堂の社長の福原信三の私設秘書であった安成三郎が社員の勧めでこの地に転居していた。福原が社員の健康のために運動場を探していたのを安成が尽力、この地に社員のための野球場を造ったのが成り立ち。
その後、野球場は文理大・高師の保谷運動場と附属農場になる。運動場には400mトラックと投擲場、跳躍場、サッカーおよびラグビーのゴール、さらに2階建ての合宿所と1階建ての教官室が設けられ、1936年（昭和11年）9月に開場式を行った。1938年（昭和13年）2月には日本陸連から第三種競技場として公認された。附属農場は東京市小石川区護国寺裏にあったものを1937年（昭和12年）に移転した。
1984年（昭和59年）、国と東京都・旧保谷市の3分割で買い上げて文理台公園が開設される。公園部分は、北側に遊戯広場と下水処理施設、南側に池とソメイヨシノの森林帯になっている。西側にはシダレザクラの並木で、毎年春には多くの人が楽しむことができる。